# Kolenkalk Groep
De Kolenkalk Groep (Engels: Lower Carboniferous Limestone Group) is een serie gesteentelagen in de ondergrond van grote delen van Noordwest-Europa. De groep bestaat uit ondiep-mariene kalksteen en dolosteen uit het Dinantien (Vroeg-Carboon). Hoewel de naam zou kunnen suggereren dat er aanzienlijke hoeveelheden steenkool in deze groep voorkomen, is dat niet het geval.

## Ontstaan
In het Dinantien lag het noordwesten van Europa aan de zuidelijke rand van het continent Euramerika. Hier lag een groot backarc basin, het Rhenohercynisch Bekken, waar oceanische lithosfeer werd aangemaakt. Aan het einde van het Dinantien sloot dit bekken vanuit het zuiden, de Sudetische fase. Deze compressie werd veroorzaakt door het noordwaarts bewegen van het continent Gondwana, dat daardoor in botsing kwam met Euramerika.
De gesteenten van de Kolenkalk Groep werden afgezet aan de ondiepere randen van het Rhenohercynisch Bekken en het aansluitende continentaal plat. Ze bestaan uit beperkt-mariene dolosteen en gedolomitiseerde kalksteen met daarop gaandeweg meer open-mariene platformcarbonaten, waaronder veel riffen.

## Stratigrafie
In Nederland wordt de Kolenkalk Groep vertegenwoordigd door de Formatie van Zeeland, deze wordt ingedeeld in drie laagpakketten: Goeree (donkere kalksteen), Schouwen (kalksteen) en Beveland (dolosteen en gedolomitiseerde kalksteen).
In België, ten noorden van de Ardennen, wordt de Kolenkalk Groep ingedeeld in vijftien formaties. Van top naar basis zijn dit Goeree, Loenhout, Visé, Berneau, Velp, Kessel, Steentje-Turnhout, Vesder, Pecq, Antoing, Tournai, Orient, Landelies, Pont d'Arcole en Hastière.
In de Belgische lithostratigrafie ligt boven op de Kolenkalk Groep de Steenkoolgroep. In Nederland is dat de Limburg Groep, die met de Belgische Steenkoolgroep te correleren valt. De Kolenkalk Groep ligt bovenop siliclastische gesteenten uit het Laat-Devoon, afkomstig van de continentale helling. In België worden deze ingedeeld bij de formaties van Bosscheveld, Samme en Etroeungt en de Groep van de Condroz; in Nederland bij de vergelijkbare Banjaard-Groep.